# Pro optik
Die pro optik Augenoptik Fachgeschäft GmbH ist eine deutsche Handelskette von Augenoptik- und Hörakustik-Fachgeschäften, die in Wendlingen gegründet wurde. Ende 2021 gab es 182 Flächen für Optik und Hörakustik in Deutschland. 2 Fachgeschäfte werden in Island geführt.
Die pro optik Gruppe ist der drittgrößte Optiker nach Anzahl der Geschäfte in Deutschland.

## Geschichte
1987 gründeten die Augenoptikermeister Rainer Hildebrandt und Peter Hoppert die Firma pro optik.
Seit 2006 zählt pro optik mit einem Umsatz von 125 Mio. Euro (2019) nach Fielmann und Apollo-Optik zu den drei großen Augenoptikergruppen Deutschlands. Das Produktangebot umfasst Brillenfassungen, Sonnenbrillen, Gläser und Kontaktlinsen.
Im Jahr 2019 wurde das Produktportfolio zudem um Hörgeräte erweitert. Im selben Jahr verkauften die Gründer Rainer Hildebrandt und Peter Hoppert die Mehrheit ihrer Anteile an die Münchner Beteiligungsgesellschaft Paragon Partners.
Die Geschäftsführung hat seit März 2020 Micha S. Siebenhandl inne, seit Oktober 2020 zusammen mit Gerd Kaufmann.
Im Dezember 2020 kündigte pro optik als weltweit erstes Unternehmen in der Optikerbranche eine Co-Branding-Vereinbarung mit dem deutschen Brillenglashersteller Rodenstock an, aus der die Eigenmarke „pro glas by Rodenstock“ hervorging.
Pro optik gehört der Münchener Beteiligungsgesellschaft Paragon Partners.

## Aus- und Weiterbildung
Zum Jahresende 2021 beschäftigte pro optik rund 260 Auszubildende.

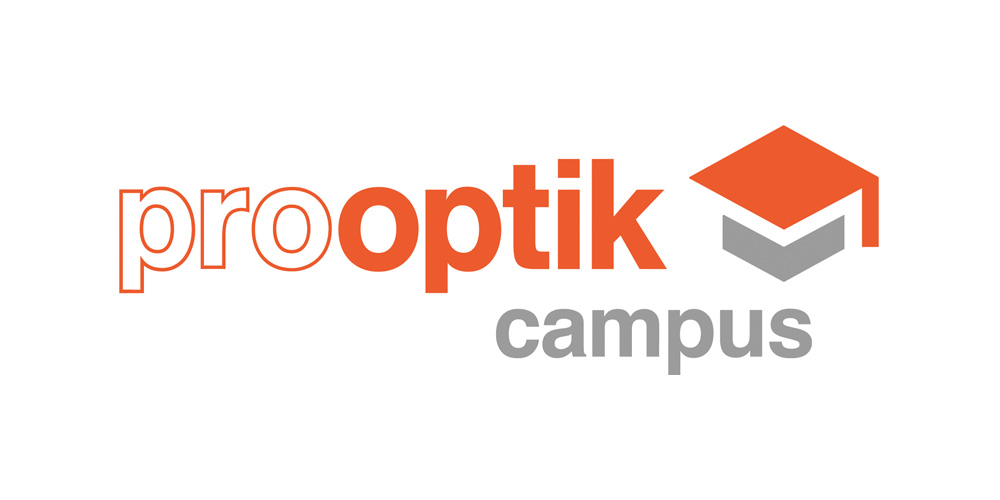
Das Logo von pro optik campus

Seine Fachkräfte schult die Optikergruppe seit 2002 im Aus- und Weiterbildungsinstitut „pro optik campus“ in Wendlingen.

## Franchise & Joint Venture
Pro optik mit Sitz in Wendlingen unterhält eigene Fachgeschäfte und bietet daneben ein Franchise- und Joint-Venture-Konzept an. Das Unternehmen strebt an, bis zum Jahr 2025 rund 250 neue Optik- und Hörakustik-Fachgeschäfte zu eröffnen. Der überwiegende Teil soll dabei im Franchisesystem gemeinsam mit inhabergeführten Unternehmen entstehen. Im Jahr 2020 wurden 16 Fachgeschäfte eröffnet, um den Bereich Hörakustik erweitert und/oder modernisiert.